# Guitarra séptima

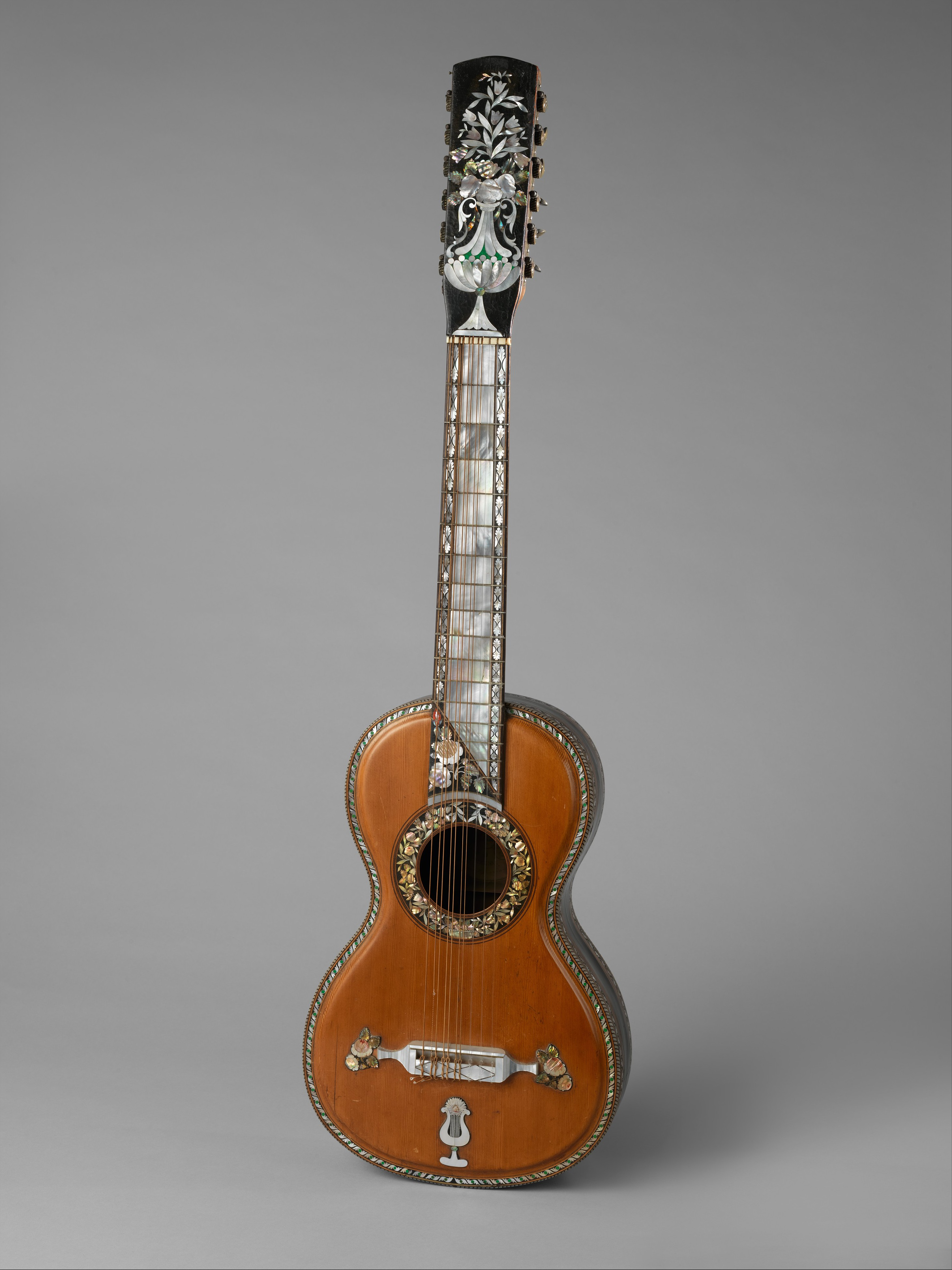
Guitarra séptima

La guitarra séptima o guitarra sétima es un tipo guitarra mexicana. Este instrumento posee dimensiones más pequeñas que una guitarra estándar, su resonancia es menor y posee 13 cuerdas encordadas en 7 órdenes, 6 de éstas de doble cuerda. Tuvo bastante popularidad en el siglo XIX. Se han encontrado manuscritos como el de Antonio Vargas, de 1776 en Veracruz, donde se hace mención a una guitarra de 7 órdenes con doble cuerda, así como métodos de José Guarro y Guillermo Gómez.

## Enlaces
https://www.youtube.com/watch?v=YIbXtAJCw0c -Marcha para guitarra
- Video Youtube - Marcha Fúnebre para guitarra séptima

- Datos: Q5616873